# Ruschein
Ruschein (, toponimo romancio e tedesco) è una frazione di 334 abitanti del comune svizzero di Ilanz/Glion, nella regione Surselva (Canton Grigioni).

## Geografia fisica
Il paese si trova nella valle del Reno Anteriore.

## Storia

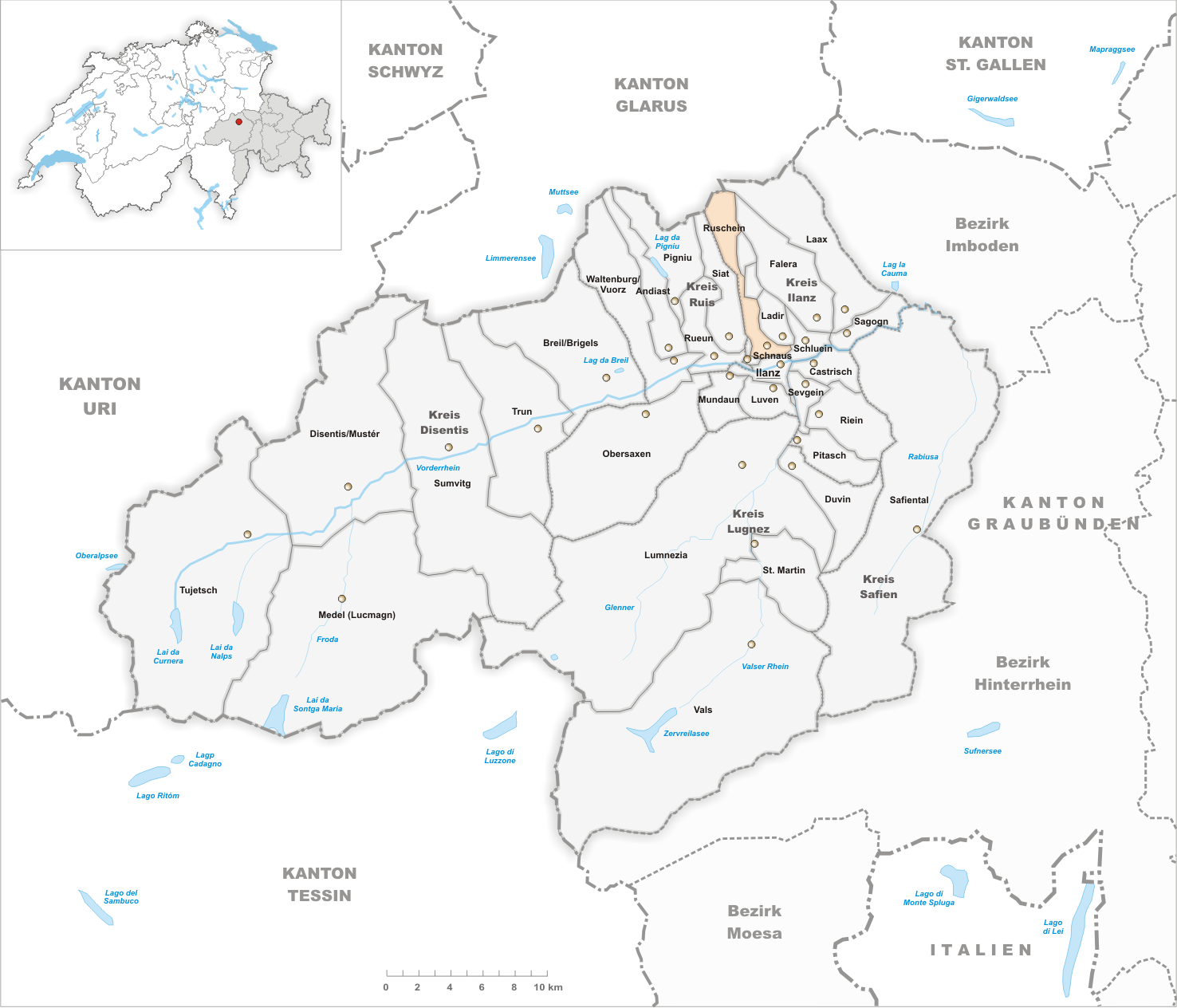
Il territorio del comune di Ruschein prima degli accorpamenti comunali del 2014

Già comune autonomo che si estendeva per 12,56 km², il 1º gennaio 2014 è stato aggregato agli altri comuni soppressi di Castrisch, Duvin, Ilanz, Ladir, Luven, Pigniu, Pitasch, Riein, Rueun, Schnaus, Sevgein e Siat per formare il nuovo comune di Ilanz/Glion.

## Monumenti e luoghi d'interesse
- Chiesa cattolica di San Giorgio, eretta nel VII secolo[1];
- Rovine della fortezza di Frauenberg, eretta nel XIII secolo[1].

## Società

### Evoluzione demografica
L'evoluzione demografica è riportata nella seguente tabella:
Abitanti censiti

### Lingue e dialetti
La maggioranza della popolazione parla la lingua romancia.